# Salinas da Margarida
Salinas da Margarida är en kommun i Brasilien.   Den ligger i delstaten Bahia, i den östra delen av landet, 1 000 km öster om huvudstaden Brasília. Antalet invånare är 13 465.
Omgivningarna runt Salinas da Margarida är en mosaik av jordbruksmark och naturlig växtlighet.